# 이팔국 아내 살인 사건
이팔국 아내 살인 사건(李八國아내殺人事件)은 1975년 6월 20일, 서울특별시 종로구 명륜동(지금의 종로구 혜화동)에서 발생한 살인 사건이다. 이팔국(48세, 남자)이 이숙자(43세, 여자)를 목 졸라 살해하고 이숙자의 집 목욕탕에서 시신을 토막내 완전 분해하여 여러곳에 유기한 사건이다.

## 사건 경위
슬하에 4남매를 둔 이팔국은 1973년 9월 이숙자와 사실혼 관계를 맺었다. 이때 이팔국은 4명의 자녀와 함께 이숙자의 집으로 들어가 총 6명이 동거를 하게 되었다. 이후 이팔국은 실직으로 경제력을 상실하게 되고 다방과 양장점을 운영하는 이숙자에게 금전적으로 의존하려고 하였다. 1975년 6월초 이숙자가 이팔국을 자신의 집에서 내보려고 하자 이팔국은 이숙자 몰래 혼인신고를 했다. 그러자 분노한 이숙자는 이팔국과의 관계 종결을 서두르게 되었다. 이에 앙심을 품은 이팔국은 이숙자의 목을 졸라 살해하고 이숙자의 시체를 여러 토막으로 분해하여 엽기적인 방법으로 유기하고 자식들 네 명의 입도 단속시켰다. 이후 이팔국은 완전 범죄에 성공했다고 생각하며 평소처럼 일생생활을 이어갔다. 한편 이숙자의 딸(23세)은 모친이 3일 동안 연락이 안되자 1975년 6월 22일 실종 신고를 하게 되고 평소 포악한 모습을 보였던 이팔국이 의심스럽다고 진술하였다. 이 무렵 마침 환경미화원이 일을 하다가 사람 뼈로 추정되는 물체를 발견하여 경찰에 신고하였고 경찰은 그것을 국립과학수사연구원에 부검 의뢰를 하였다. 이에 경찰 수사가 개시되고 먼저 이팔국의 4명의 자녀에 대해 소환 조사를 하였다. 그들로부터 유의미한 진술을 확보하게 되고 부검 결과도 이숙자의 뼈로 판명이 났다. 1975년 6월 28일 이팔국을 이숙자의 집에서 검거하였다. 4명의 자녀의 진술과 부검 결과를 토대로 추궁하여 이팔국의 자백을 받아내고 범행 무기도 찾아냈으며 일주일 후 현장 검증도 하였다. 3심 재판 끝에 1976년 대법원에서 '살인과 사체 모독죄'로 사형이 확정되었다. 이에 대해 이팔국은 재심 신청을 했지만 기각이 되고 1977년 11월에 사형이 집행되었다.

## 같이 보기
- 수원 토막 살인 사건